# Szederke Sirián
Szederke Sirián (født 1. juni 1994 i Szeged, Ungarn) er en ungarsk håndboldspiller som spiller for Debrecen VSC.